# Meridià 172 a l'oest
El meridià 172 a l'oest de Greenwich és una línia de longitud que s'estén des del pol Nord travessant l'oceà Àrtic, Amèrica del Nord, l'oceà Pacífic, Oceania, l'oceà Antàrtic, i l'Antàrtida fins al pol Sud.
El meridià 172 a l'oest forma un cercle màxim amb el meridià 8 a l'est. Com tots els altres meridians, la seva longitud correspon a una semicircumferència terrestre, uns 20.003,932 km. Al nivell de l'Equador, és a una distància del meridià de Greenwich de 19.147 km.

## De Pol a Pol
Començant en el pol Nord i dirigint-se cap al pol Sud, aquest meridià travessa:
| Coordenades                               | País, territori o mar | Notes |
| ----------------------------------------- | --------------------- | --- |
| 90° 0′ N, 172° 0′ O / 90.000°N,172.000°O  | Oceà Àrtic            | |
| 71° 49′ N, 172° 0′ O / 71.817°N,172.000°O | Mar dels Txuktxis     | |
| 66° 57′ N, 172° 0′ O / 66.950°N,172.000°O | Rússia                | Districte autònom de Txukotka — Península de Txukotka |
| 65° 25′ N, 172° 0′ O / 65.417°N,172.000°O | Mar de Bering         | Passa a l'est de l'illa Arakamtxetxen, Districte autònom de Txukotka, Rússia (a 64° 45′ N, 172° 3′ O / 64.750°N,172.050°O) · Passa a l'est del Cap Txaplino, Districte autònom de Txukotka, Rússia (a 64° 24′ N, 172° 13′ O / 64.400°N,172.217°O) · Passa a l'oest de l'illa de Sant Llorenç, Alaska, Estats Units (at 63° 29′ N, 171° 51′ O / 63.483°N,171.850°O) · Passa a l'est de l'illa de Sant Mateu, Alaska, Estats Units (a 60° 19′ N, 172° 12′ O / 60.317°N,172.200°O) · Passa a l'est de l'illa Seguam, Alaska, Estats Units (a 52° 20′ N, 172° 17′ O / 52.333°N,172.283°O) |
| 52° 22′ N, 172° 0′ O / 52.367°N,172.000°O | Oceà Pacífic          | Passa a l'oest de l'illa de Laysan, Hawaii, Estats Units (a 25° 46′ N, 171° 43′ O / 25.767°N,171.717°O) · Passa a l'oest de l'illa Canton, Kiribati (a 2° 46′ S, 171° 43′ O / 2.767°S,171.717°O) · Passa a l'est de l'atol Orona, Kiribati (a 4° 30′ S, 172° 8′ O / 4.500°S,172.133°O) · Passa a l'oest de l'atol Nukunonu, Tokelau (a 9° 7′ S, 171° 52′ O / 9.117°S,171.867°O) · Passa a l'est de l'illa de Savai'i, Samoa (a 13° 39′ S, 172° 10′ O / 13.650°S,172.167°O) |
| 13° 49′ S, 172° 0′ O / 13.817°S,172.000°O | Samoa                 | Illa d'Upolu |
| 13° 55′ S, 172° 0′ O / 13.917°S,172.000°O | Oceà Pacífic          | |
| 60° 0′ S, 172° 0′ O / 60.000°S,172.000°O  | Oceà Antàrtic         | |
| 78° 28′ S, 172° 0′ O / 78.467°S,172.000°O | Antàrtida             | Dependència de Ross, reclamat per Nova Zelanda |